# Orden der Krone von Jugoslawien

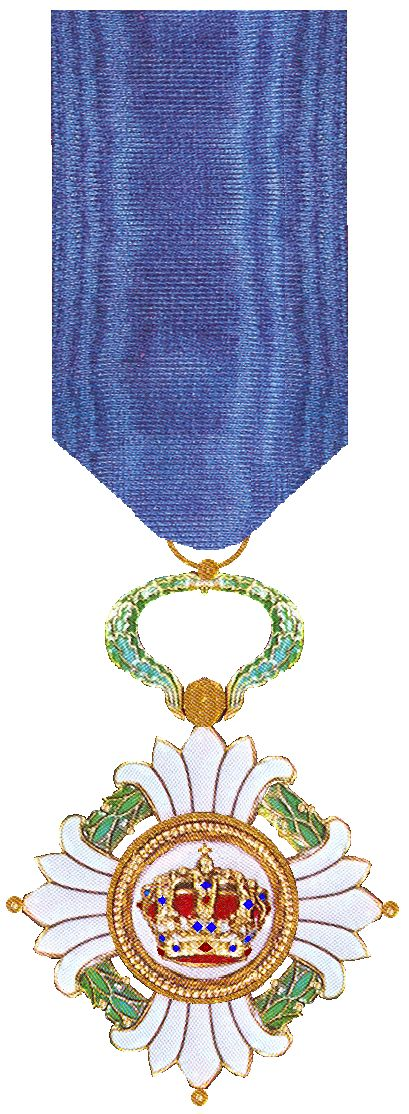
Ritterkreuz

Der Orden der Krone von Jugoslawien wurde am 5. April 1930 durch König Alexander I. von Jugoslawien als allgemeiner Verdienstorden gestiftet und sollte dem Staat und dem Königshaus geleisteten Dienst belohnen. Er konnte auch an Ausländer verliehen werden.

## Klassen
- Großkreuz
- Großoffizier
- Kommandeur
- Offizier
- Ritter

## Ordensdekoration
Das Ordenszeichen ist ein Silber-vergoldetes weiß emailliertes Kreuz mit vier kleinen goldenen Kügelchen auf den Kreuzspitzen. Das Kügelchen am oberen Kreuzarm ist etwas größer, daran schließt sich ein oval verlaufender Eichenkranz an, an dem der Tragering befestigt ist. Unter den Kreuzarmen verläuft ein dichter grün-emaillierter Lorbeerkranz.
Im weiß emaillierten Medaillon, von einem goldenen Reif umschlossen, eine goldene Königskrone mit verschiedenfarbig emaillierten Intarsien. Rückseitig im Medaillon findet sich das von einer goldenen Krone unterbrochene Datum  3 - X 1929  (Gründung des Königreiches Jugoslawien).

## Trageweise
Getragen wird das Großkreuz an einer Schärpe von der rechten Schulter zur linken Hüfte, sowie mit einem vierstrahligen Silber-vergoldeten Bruststern, auf dem das Ordenszeichen aufliegt. Großoffizier und Kommandeur tragen die Auszeichnung als Halsorden; Großoffiziere zusätzlich mit einem etwas verkleinerten Bruststern. Offiziere und Ritter dekorieren das Ordenszeichen am Band auf der linken Brustseite.
Das Ordensband ist blau.